# 船場商家

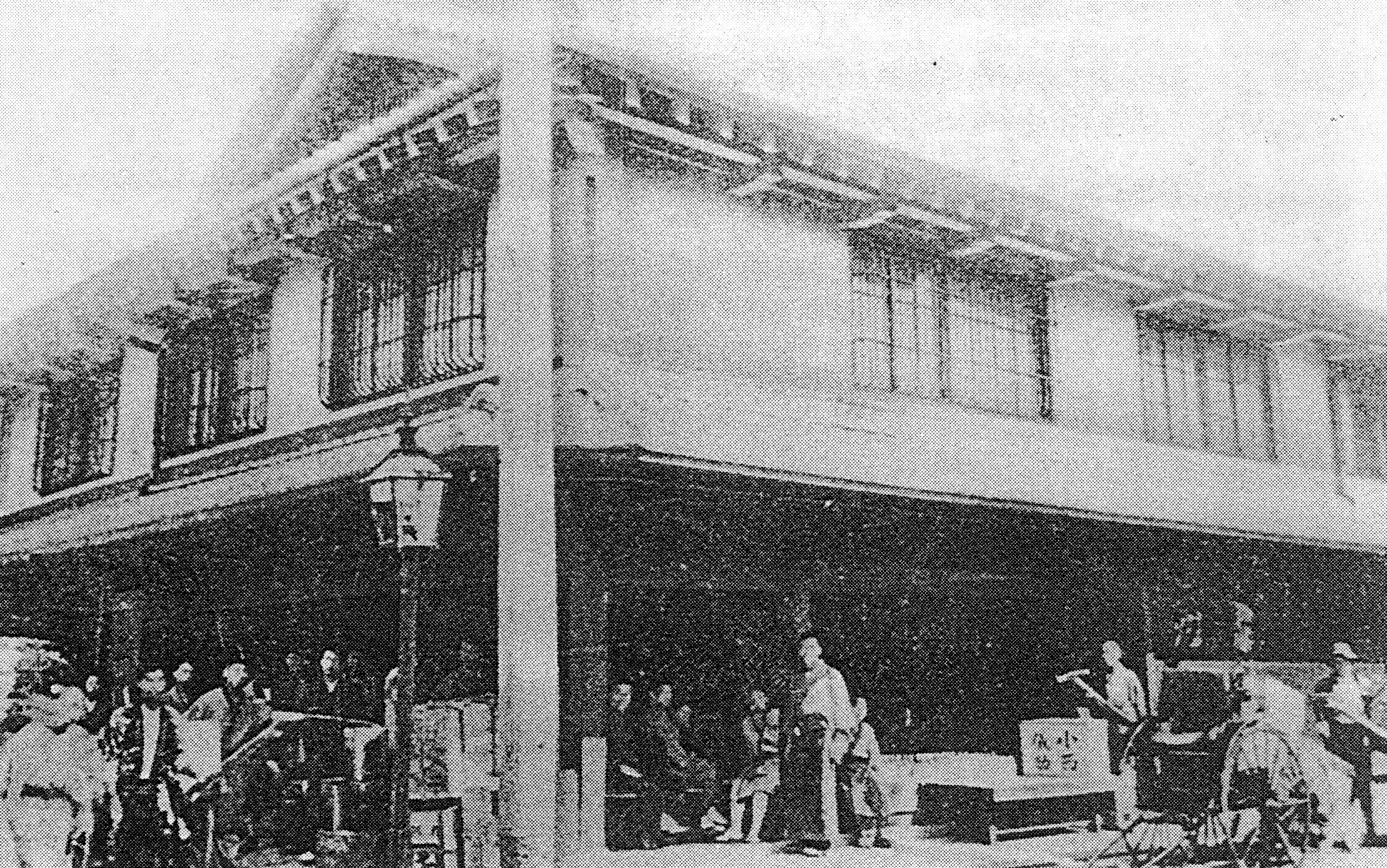
船場道修町の『小西儀助商店（現:旧小西家住宅史料館）』（1903年（明治36年）撮影）

船場商家（せんばしょうか）は、大阪船場地域に於ける商人及びその世帯。
大阪の商人町は豊臣秀吉が船場を開発した際に移住させられた堺や平野の商人の他、近江や伏見の商人が船場を含む大阪城下へ移住することによって形成された。これ等各地の商人文化に倣い、船場の商家には独自の風習や生活様式が育まれた。

## 概要
大阪の船場地域は、1583年（天正11年）豊臣秀吉が上町台地を中心に城下町建設を進める中で、東横堀の西側に町を造成・移転したことに始まる。
江戸期の1619年（元和5年）、大阪は天領となり、市政を担当する東西町奉行が設置され、城下は北組・南組・天満組の大坂三郷に分けられた。
享保以降、大阪では多数の奉公人（丁稚・手代・番頭）を雇用する法人的組織をもつ商家が主流となり、家訓や店則の制定、所有と経営の分離、会計帳簿の整備、奉公人制度の確立があり、組織と管理を重んじる経営、いわゆる「船場商法」が定着することとなった。
近代以降、大阪は大大阪時代を迎え、人口増加や産業の発展と共に大気汚染等の環境問題がおこり、船場商家を含む一部富裕層や新中産階級と呼ばれた人々は住み良い環境を郊外への生活に求め、阪神間地域へと移住した。これ等の移住により、高級住宅地の造成、旦那衆や有職婦人らによる近代的・豪奢な生活文化（阪神間モダニズム）が阪神間に形成された。郊外への居住は、明治後期から増加しつつあった社会階層であるサラリーマンの生活様式であり、こうした職住分離型の住宅取得への志向がひろがっていた。

## 船場商家の制度
戦前の船場商家には「仕着別家制」、「通勤給料制」、「住み込み給料制」の三種類の雇用形態があった。「仕着別家制」とは、店に住み込み主として盆正月の二回、着物などの身の回り品（仕着）一切と小遣いをもらい、衣食住等の生活はすべて主人側で負担する一方、賃金は支払われないという制度である。入店できるのは男子に限られており、入居後は「丁稚」として、主人のお供、子守、掃除、家内の雑役などをし、数年たって始めて商売の仕事に就くことができる。このような丁稚生活を続けた後、二十歳位で「手代」になると、羽織を着ることが許され、さらに数年して「番頭」になって初めて別家独立と結婚が許された。別家独立時は、資本金や商品、また結婚費用などが主人によって提供された。このように別家はさまざまな援助を本家から受けるかわりに、毎月また式日には夫婦が正装して主家の「御機嫌伺」に行かねばならず、また冠婚葬祭時には手伝うことが義務づけられていた。このような仕着別家制は江戸期に始まり明治以後も同様に続けられていたが、大正期ごろから法人化する商店が出始めた。それに伴い通勤給料制、あるいは両者の折衷的制度である住み込み給料制に変更する商店が増えていったが、従来の仕着別家制も根強く残っていた。
船場道修町の商家では、入居すると奉公人はまず、ごりょんさん（「御寮人さん」で主人の妻や姉妹）から、着物、帯、下着と店の作業着などをもらうが、すぐに店に出られるわけでなく、しばらくは奥の手伝いをし、その聞にごりょんさんから「仕込まれる」のである。
掃除のほかは本宅においては若御寮さんから、行儀、作法やしつけ、質素倹約の精神等多目的にわたり仕込まれました。例えば、水道のメーターが上がるとか、感謝の気持ちで食事をし、ご飯の一粒でもこぼしたら拾って食べなさい。それはケチではない、「しまつ、節約、物の大切さ」の精神を日常生活の中で繰り返し繰り返し教わりました。
ここでは、「仕込まれる」という言葉が何度も出てくるように、丁稚は奥の手伝いをしながら「日常生活の中で」ごりょんさんに「仕込まれ」た。「仕込」まれたのは、「しまつ、節約」だけでなく「あいさつ」も商家では重要であった。
お盆、年の暮近くになりますと、旦那さん、御寮はんに奥の聞に呼ばれまして、これからお供物を持って荒川商店さん（現・荒川工業）へ使いにやらされました。店とは親戚以上の古いお付き合いであったそうです。一度女中部屋に入り、洗濯をした清い厚司（丁稚用の作業着）に着替えて、挨拶の仕方とか行儀作法を幾度も繰り返し教えられ、「では行て参じます」と挨拶して出かけます。荒川商店さんに着いて女中さんに口上を述べ、帰る際には奥さんが出て来られて労を犒って頂き、その上おため（寸志）を貰い、帰店早々御寮さんに「只今荒川さんより帰って参じました」と挨拶をします。荒川さんの奥方の口上を述べ風呂敷を渡しますと、おため袋の中を確かめられた上、「これ、あんたに上げるが大切にするんやで」といわれます。
船場には「行て参じます」というような独特の船場言葉があり、丁稚は定型化された口上を訓練させられることによって、船場商家の「つきあい」を身につけていった。お付き合いの先方の女中に口上を述べ、またごりょんさんからの口上を聞くことによって、他店のごりょんさんや女中から「あいさつ」の教育を受けることにもなった。
丁稚が番頭へと昇進するときには、必ずごりょんさんやおいえさんが同席し、彼女たちの手から番頭へと昇進したしるしである着物一式が渡された。この時に渡される羽織は、番頭になって始めて着ることが許されるものであり、番頭になったという象徴的な意味を持つものであった。道修町では、商家の妻が席に出ることは少なかったが、それでも、大晦日の商家の「毎年の行事」には出席し、店員の昇進の象徴である羽織を渡すのは、ごりょんさんの役目であった。丁稚が入居した時に仕着を渡すことから始まり、様々なしつけを経て一人前の商人にいたる終着点である番頭になるまでの責任と役割を、ごりょんさんはダンサンとともに担っていたのであり、番頭になることを認める権限をも担っていたことを、このような羽織を渡す行為は象徴している。

## 船場商家の食事
（出典：）

### 朝食
船場の商家の丁稚、手代、番頭、さらに家族たちも、朝食は漬物だけと冷や飯のお茶漬けというのが原則になっていた。冬の寒いときには熱いお粥のときもある。白粥であるが、薩摩芋の入った芋粥のときもあり、茶粥のときもある。茶粥は大抵、前夜の残飯を煮立てた番茶に放り込んだ入れお粥である。
漬物は「お香々」（沢庵づけ）や「おくもじ」が原則であるが、夏なら胡瓜や茄子や白瓜の浅漬け（一夜漬け）のときもあり、白菜や杓子菜や菜種菜、水菜、大根のきざみづけ、梅干、あちゃらづけ（千切り大根を水でもどして、わかめとともに酢につけもの）など時期により変化がある。「おくもじ」というのは沢庵づけのタルのふたの下敷きにしてある大根の葉のことで、京都御所の女房言葉である。つまり茎の意である。御所言葉では髪は「か文字」酢は「す文字」というような言い方をし、必ず「お」をつけるので、「おかもじ」「おすもじ」となる。茎の「おくもじ」は、沢庵が蓋に押されて、形が悪くならないようにとの詰め物であるから、本来なら捨ててしまうものだが、みじん切りにすればおいしいものだから、船場の人はむざむざ捨てはしない。
「おくもじ」や「お香々」に醤油をかけることは厳禁されていて、うっかりかけると叱られた。「お香々」は一食に二切に制限されていた。三分くらいの厚さに輪切りしてある。三切れは「身切れ」に通じると忌み嫌われたとされるが、身切れは士分階級の忌み言葉で、商人では「見限れ」に通じるといわれる。
食べ盛りの丁稚は、この二切れの「お香々」や「おくもじ」で五六杯の飯は平らげる。なかには十杯平らげる者もいた。お香々は制限されるが、飯の方には制限なく食い次第である。制限はないが、それらしいものはある。「早飯、早糞、早使い」という丁稚戦陣訓である。すべからく丁稚たるものは、何事にも敏捷をもって旨とせよというのである。だから競争かと思うほど早く多く食べようとする。茶漬けだから飲み込むといった方がよい。ただし、あまり音を立てると行儀が悪いと叱られる。しかし、お香々を噛む音は仕方ないが、それも、十分に噛んでいると遅れをとるので、程よいところで飲み込んでしまう。
真っ先に食べ終わった丁稚が、箱膳に茶碗と箸とおてしょう（手塩皿）を片付けはじめると、もう一杯食べたくても、食べていれば負けてしまう道理。「長飯、長糞、長使い」と爪弾きされる。
漬物には醤油が染み込む程度にかけ、食べ終わった後に、醤油が皿に残っていてはいけないのだ。もし残っていると、古参の丁稚や女子衆に注意された。時には、番頭や旦那さんに、その不心得を説教されることもある。「醤油をザブザブ残すようでは、金の方はよう残さんし、出世もようせんやろ」と説教の言葉はおきまり文句である。そこで、その残った醤油をどうするかというと、食べ終わった茶碗の中へおてしょうを傾けてお茶を注いで洗い、そのお茶を飲んでしまうようにしつけられた。これは、丁稚だけでなく、その家のぼんぼんやいとさんたちでも同様であった。
朝食は、大体5分ぐらいで終わると、箱膳に飯茶碗と手塩皿と箸をおさめ、膳にしていた箱膳の蓋を裏返して蓋をし、「おおきにごっつぉさん」といって、手を合わせ（神仏に感謝して）、膳棚の所定の位置に箱膳をのせて店の間へ去って行く。朝食の食器は洗わない。食後飯茶碗に注ぐお茶で、手塩皿はきれいに洗われているし、箸はそのお茶でバシャバシャとゆすいで、口をつぼめてチュッと水を切ればよいのだ。これを紅木綿の布巾で拭くと、ユーモラスな言葉で表現する。ところが、お粥の場合は、粘りが御茶碗の側にくっついているから、紅木綿の布巾というわけにはいかず、お茶を注いで箸でうまく粘りを洗い、そのお茶を飲んだ。衛生上から考えると、ことに夏場は感心した話ではないが、茶の湯の茶碗の後始末と同じである。とにかく朝は忙しいのだから、ぐずぐずしていられないのだった。

### 昼食
昼食は「おばんざい」のつく店と、味噌汁のつく店とある。昼食といっても、一時間の昼食　
時間がきめられているわけではなく、商家で一番ピッチの上がっている時間、だからこれもゆっくりと構えてはいられない。大抵は味噌汁か、冬なら酒の粕汁である。汁気のものは早く食べられるのと、晩食で汁気のものを食べさせると、早寝させられる丁稚のなかには、寝小便するおそれがあるからだ。味噌汁のことを「おむしのおつゆ」とか「おむしのおしい」という。「おむし」は味噌のことで、「おしい」は汁のことである。東京でいう「おみおつけ」のことだが、東京で朝食につくおみおつけは、ほかにお菜もつくから、小さな茶碗に豆腐かわかめが浮いている程度である。だがこちらは、同じ味噌汁でもおかずにする味噌汁だから、たっぷりと具が入っている。味噌は大抵、白味噌であるが、赤味噌のときもあり、白赤半々に混ぜたときもある。それも薄くのばして、東京のようにこってりと濃いものではない。これは節約というよりも、大阪の人間はあまり濃い味噌汁を好まないからだと思われる。汁のだしは、主に「だしじゃこ」を使う。「いりこ」ともいう。鍋の中に何時間もだしじゃこを浸しておいて、そのまま煮立て、具を入れて柔らかくなったところへ、溶いた味噌を流し込んで出来あがりだった。それを下働きの女子衆が、具のえこひいきのないように、丼鉢についで台所の板の間に並べて置いてくれる。すると、「正午のドン」（十二時を知らせるために、大阪城で空砲を打つ）が遠くに響いて、丁稚たちは台所へ、駆け込む。「よばれまァす」と、めいめい大きな声で叫んで、真似事のように合掌して箱膳に向かう。
昼食の味噌汁や粕汁は、お代わりができるほどたっぷり作ってある。朝のお香々二切れの反動で、皆お代わりをする。丼鉢に二杯だから相当ボリュームがある。そのかわりよくしたもので、ご飯の方は自然に少ししか食べられない。汁は別に二杯とは制限されていないが、三杯食べる者はない。何故かというと、こんな文句があるからである。（阿呆の三杯汁）そこで、恥をしのんで、女子衆にたのむ。「お梅どん、もう半分たのんます」女子衆はニヤニヤ笑いながら、丼鉢に半分よりは余計によそってくれる。「おおきに。けど三杯汁やおまへんでえ。二杯半汁やさかいな」阿呆にはならん、というのだろう。他愛ないユーモアである。
昼食の時間も大体5分から7分の間で、箱膳を元の膳棚におくが、丼鉢は共用なので、流し元で洗って、米揚げざるに伏せておく。そして一番どん尻になった丁稚がそれを拭いて、通り庭にある食器棚にしまう。何しろその時刻は、女子衆たちは、おかみ（主人方）の御給仕に忙しいから、手伝うことはできないし、たくさんの食器が流し元を占領していると、邪魔になるからである。その丁稚たちも、次には店での作業が待っているから、ついあわてて通り庭に鉢を落として粗相をすることがある。が、決して「割りました」といってはならない。割るは、「なんきんを割る」といって、破産倒産に通じるからこっぴどく叱られる。「えらいすんまへん、数ふやしましてん」といって謝れば「ふやすのはええけど、今度から気いつけや」と割合応揚に許してもらえる。ユーモアの効用である。しかし咄嗟にそう言えるまでには、やはり何年か年期が要る。新米の丁稚ではおろおろするばかりで、そんな転機はきかない。だが先輩がいろいろと、よいことも悪いことも教えてくれる。お堅いばかりでなく、船場の商人はなかなかユーモアを解し、人とのつきあいにも、商売にもよく応用して、角の立つところをなめらからにほぐして、商談を成功させてきたものである。

### 夕食
六時になれば、御堂さんの鐘が鳴る。昔の暮六つの鐘の名残である。小売屋はともかく、卸問屋の商家は終業時である。店を片付けて、開け放した入口の簀戸を引き寄せ、暖簾をはずし、打ち水をすますころにこの鐘が鳴ると、台所から煮炊きの匂いが漂ってくる。朔日でも十五日でもない平日は、牛肉や魚は絶対つかない。一番多いのが、お精進物のごった煮である。大根、人参、里芋、蓮根、こんにゃく、ごぼう、油揚げ、ひろうす（がんもどき）、焼き豆腐、高野豆腐、千切り大根、切干大根、薩摩芋、大豆、昆布、ぜんまい、なんきん（南瓜）、かもうり（冬瓜）、茄子、ねぎ、青菜、白菜などで、旬には筍、青えんどう、そら豆、ふきなど野菜を材料にして、それらをうまく組み合わせて調理してある。
船場の商家の丁稚は、野菜ばかり食わされている、青菜ばかり毎日食べさせられているように思うが、前記の材料を味噌や片栗粉、胡麻油や大豆油などを使って調理するのだから、いわゆる「おばんざい」で、決して贅沢とはいえないが、十分に腹もちのする、そして栄養価の高いおかずである。
春の旬には筍ご飯や、青えんどうのご飯、椎茸に湯葉や、お高野の入ったかやくご飯や、まぜずし、秋の旬には松茸ご飯などがでた。

### その他
日常は船場では、野菜本位の「おばんざい」であるが、朔日と十五日、お祭りの日には肉や魚がつく。つまり月に二回である。朔日とはツキタチで、旧暦では新しいお月さんが生まれる日である。一月の始めである。陽の日である。その新月は十五日で満月となり、陽の絶頂の日となる。そこで、一日と十五日を祝った。祝いの日には赤飯を炊き、ごちそうを作って祝うのは昔からの商家の習わしである。また、職人たちは、三十日と十四日に勘定をもらったので、一日と十五日は休日である。
赤飯は三食ともではない。大体飯は一日に一度だけ一人前分を炊く。大抵は夕食時に炊く。だから、夕食に温かい赤飯が供される。その時、魚がつく。魚といっても、鯖か鰺か生節（なまり節）か、ときには鰯か、さえら（秋刀魚）ぐらいのところがせいぜいだが、丁稚たちは、やっぱりその日を待ちわびる。大抵は煮魚にしてしまうが、少人数の店なら焼き魚にする。仕出し屋も日頃のご贔屓にむくいて、生魚の値段だけで、焼き賃はサービスする。鯖は小鯖以外は大きすぎて、どうしても切り身にしなくては焼けない。そんな大鯖は、三枚におろして身の方を焼き、中骨と頭は翌日「船場煮」として食べさせる。船場煮は「船場汁」ともいう。前日、塩をした鯖の骨や頭をだしにしてすまし汁を作る。程よい塩気とだしがにじんで、何の調味料もいらない。その汁に短冊形に切った大根を放り込んで、大根が柔らかくなるまで煮る。鯖のだしと塩気が、大根に染み込んで割合あっさりした汁物になる。船場人が考えた廃物利用の食物である。
また夏などは、尼崎や西宮の浜あたりで獲れた、朝網の小鰯を売りに来ることがある。そんな時は、日常でも臨時に魚にありつくことがある。が、これは鰯を食べさせるというよりも、土生姜を刻み込んで、甘辛く煮たその煮汁で、どっさりおからを煮き、皿に盛った上に五、六尾のせる。前日が煮魚であるときも、その煮汁を利用して、おからや豆腐を煮く。
鰻屋が鰻を焼いたあと、切り取った頭を安く売っている。これを「半助」というが、これを豆腐と一緒に煮たのもある。
船場の商家では、毎月二十八日がかまどの神さんである清荒神さんの例祭なので、「めえ」がおかずにつく。海草のひじきのことで、それに刻んだ油揚げを入れて甘辛く煮く。それを二十八日だけでなく、八の日を「めえ」の日とする家もあった。また、庚申さんの日には、必ずこんにゃくの田楽を、食べた。つまり暦の「かのえさる」の日で、六十日に一度まわってくるが、その日は天王寺の庚申堂の例祭である。
このような旧態然とした船場の商売のやり方すべてを善しとはせず、店の人々の食事や風呂、着物に関しての差別や始末をすることを禁じる商家もあった。西区新町南通に店を構えていた黒田国光堂の黒田善太郎氏は、自ら船場で奉公し、船場のやり方を客観的に見て育った。特に食事のことについて、奉公先の主人は絶えずご馳走を食べているのに、店の者には魚を年に数えるほどしか付けない、というので、あそこまで差別してはいけない、食べ物の恨みほどキツいものはない、食べ物の差別ほど人間を卑しくするものはない、人間の心を悪くするものはない、との思いから、黒田氏の商家では独自にお膳をこしらえ、お替わりは自由で、三度三度温かいご飯を店の人々に与えていた。また、風呂、着物も徹底して家族と同じものを与えていた。

## 年中行事の例
（安土町の旧家、水落家の山田庄一氏の回想録より抜粋。）
春
元日 － 朝は黒豆、ごまめ、数の子、叩きゴボウをお椀と同じ塗り物の高坏に取り分け食べる。一人ずつの祝い膳には裏白、山草を敷く。正月の柳箸の箸紙には、家族の名前を書かず、御旦那様、御家様、御寮人様、子供は、おぼん様、次ぼん様、中ぼん様、小ぼん様、お嬢様と書いた。「ぼん」の字は、「幼」の下に「男」と書いて一字にして「ぼん」と読ませた。この祝い膳は、誕生日の時にも当人だけが使った。正月は座敷の床の間に先祖代々の夫婦の御絵像を祀り、お鏡（鏡餅）を供えた。三が日が明けると別家が年頭の挨拶に来た。
七草 － 「唐土の鳥が、日本の土地に、渡らぬうちに」という風変わりな歌を歌いながら七草を刻む。この際、右手にナガタン（菜切り包丁）を持ち、左手に台所の七つ道具（出刃包丁、おしゃもじ、貝杓子、魚串、すりこぎ、菜箸、山葵おろし）を順番に持ち替えながら叩く。
十日戎 － えべっさんの掛けものを掛け、小ぶりの鯛の口と鰭を赤い絹糸で独特の結び方で結んだ「にらみ鯛」、千両箱の上に洗い米、鼠の絵柄の杯にお酒を入れて飾る。
初甲子 － 新年最初の甲子の日で、この時には大黒さんの掛け物を掛け、飾りは二股に分かれた大根、「ん尽くし」と言い、「ん」が二つ付く野菜七色（人参、金柑、銀杏、蓮根、寒天、南京、饂飩（うどん）の玉）、底に銭の絵柄がある白い鉢に入れた木綿豆腐を供える。
小正月 － 1月15日の朝は焼きもち入りの小豆粥を食べる。この日はどんど焼きが行われた。
はつか正月 －1月21日は「はつか正月」で、かつて正月に食べた鯛のアラを食べる日であったのか「骨正月」とも呼んだ。大阪では祝い肴に食べた塩鰤の骨を味噌汁にする風習があったが、水落家では棒鱈を食べた。
寒の入り － 小寒の6日ごろには、白味噌汁におから（卯の花）を入れた「から汁」を食べる。これは風邪をひかぬまじないである。このほかに18日の初観音、21日の初弘法、25日の初天神がある。
節分 － 節分は朝から一升（1.8リットル）の大豆を焙烙で煎り、一升枡に入れて神棚に供え、夕食後にすべての部屋で豆まきをする。夕食には、糠をまぶして塩漬けにした赤鰯を焼いて食べる。この頭を柊の枝に刺して入口に立てる風習があるが、水落家ではやらなかった。豆まきをしてから年の数だけ豆を数えて、一文銭と共に半紙に包んだあと、翌朝氏神の坐摩神社に納めに行った。残りの豆は各人がそれぞれの年齢より一つ多く食べる。
初午 － 旧暦の新年最初の午の日「初午」は女子衆さんから別家まで、めいめいがお供えを持ってくる。土蔵の横の細い庭にあるお稲荷さんの祠への小路の両側に棚を組んで供え物を並べ、紅と黄色の木綿に末広大明神と墨書した、小さな幟を十本ほど立てる。祠には直径20cmぐらいの紅白二重の鏡餅と、生御膳（大根、人参、寒天を5cmほどに切ったもの）を供える。お稲荷さん（稲荷寿司）五つと、仕切りの方に芥子菜のおひたしを添えた「火打ち箱」という弁当箱を用意し全員に振る舞う。余興として、富（くじ）が行われた。家に余っている物や文房具、子供用カメラや現金一円など、賞品をくくりつけた笹を家で用意する。
聖霊会 － 四天王寺の聖霊会（聖徳太子忌）のことで、大阪では「おしょらいさん」と呼ばれ親しまれている。
雛祭り － 三日の桃の節句（上巳）の雛祭り。雛人形は、上方でもかなり古くから御殿飾りと段飾りがあったが、向かって右が男雛、左が女雛で、東京とは逆になる。これは古来、御所で南面しての左を上席とした（左大臣が右大臣より上位）のに倣ったもので、昔は江戸も同じだったが、明治以降に西欧の風習に従って東京では逆転したようである。白酒、菱餅、あられなどの供え物、またバラ寿司に姫蛤の吸物というご馳走は東西変わらない。
汐干狩 － 大阪湾の北から南にかけては、昭和13年ごろから始まった泉北工業団地の埋め立てまで、大阪湾周辺以外は白砂青松の海岸で、汐干狩りが楽しめ、夏は海水浴が賑わった。北岸の阪神間にも甲子園、香櫨園、芦屋など海水浴はあったが、遠浅でも20m～30mも行くと急に深くなり海流も早かった。一方、東海岸は、住吉から堺大浜、浜寺、高師浜、助松あたりまで遠いところは100m近い沖まで歩いて行け、流れも緩く絶好の汐干狩りや海水浴の場であった。
花見 － 大阪の花見の名所は、桜の宮で、古来、花見で賑わったが、明治期に造幣局が出来て、局内に多品種の桜が植えられ、花の季節に限り一般公開されるのを「通り抜け」と呼んで、大阪の春の風物詩となった。大阪城の桜も戦後に多く植樹したものが多く有名になったが、古くは西区の土佐稲荷神社の夜桜が有名だった。
夏
魚島 － この季節になると瀬戸内海に鯛が多く回遊して豊漁になり、桜鯛と呼んで味も一段と美味しくなる。この時期を魚島と呼んで、上方では親戚や知人に互いに鯛を贈答し合う風習があった。そのためには各家には肴膳や肴籠（長さ50～60cm、幅30～40cm、深さ10cmぐらいで、いわゆる「目の下一尺」に鯛が入る）を用意している。箱や籠といっても、春慶塗や黒竹を細かく編んだ高級品で、場合によっては、鯛だけではなく伊勢海老や鮑などを添える。この風習は大阪ばかりでなく京都にもあったのか、「桂川連理柵」で、丁稚の長吉が持っているのが肴箱とされる。戦後はほとんど行われていないようで、魚島という語も聞くことはなくなった。
端午の節句 － 端午の節句も旧暦で行われた。飾りは柏餅、具足のほか、初節句で貰った鍾馗さんの人形や白い馬を飾る。菖蒲の葉を屋根に上げて夜露に当てて、それで菖蒲湯を沸かした。
夏祭り － 京都の祇園祭が街全体で一ヶ月にわたって色々の行事が行われるのに対して、大阪の夏祭りは各神社の氏地ごとに、6月（新暦の7月）を通して、異なる日程で行われる。夕陽ヶ丘にある四天王寺別院、勝鬘院の愛染祭りの他、昭和年間では、8日が生玉さん（生國魂神社、天王寺区生玉町）、17日は御霊さん（御霊神社、中央区平野町）、18日は高津さん（高津宮、中央区高津）、22日は坐摩さん（坐摩神社、中央区久太郎町、水落家の氏神）、24日は難波神社（通称「博労町の稲荷」、中央区博労町、25日は天神祭（北区東天満）、晦日は住吉さん（住吉大社、住吉区住吉）だった。坐摩神社の近所の家は皆、螺鈿の長い柄に、上には鳥毛のついた提灯を家の前に灯した。水落家では昼は白天とネギの汁、夜は冷素麺、夜に別家が挨拶に来るとお膳を取り寄せた。
お盆 － 仏壇の前に大きな机を置き、そこに春慶塗りの折敷十五を一面に並べる。これは先祖代々の一人ずつのお膳を意味する。その一つ一つに土器を四つ載せ、その一枚一枚に蓮の葉を丸く切り載せて、そこにお供えを置く。箸は苧殻を二本ずつ切ったものを使う。一番端のお膳の苧殻は、無縁仏のお供えとして多く供える。仏壇の中の飾りは、彫物をお盆、正月、法事の時は極彩色の物に差し替える。仏壇には苧殻を渡して干瓢を暖簾の様に掛ける。お供えはお迎え団子から毎日載せるものが決まっており、小さい梨（ありの実）や小さい柿などが入れ替え供えられた。十三日の朝に墓参りに行き、夕食は茶粥に瓜と西瓜の奈良漬け、翌朝は茄子の白味噌の汁、めえ（切荒布）と薄揚げの炊いたん。昼は煮しめで茄子と干瓢、蒟蒻。夕食は白玉のお汁粉とカイワレの漬け物。十五日の朝は、かも瓜の白味噌のみそし、お菓子椀が茄子といんげんと薄揚げ、昼が冷素麺、お迎え団子はおはぎであった。送り団子を供え、夕方四時頃、ずいきの白味噌和えとのっぺい汁を食べ、その後、送り火を焚き、供え物は本町橋から川に流した。
大掃除 － かつては地区ごとに日程が決まっていて、その日は各家がすべての畳を上げ、割竹で叩いて埃を落とす音が聞こえた。終わると「終了票」が配られて玄関などに貼った。昭和20年代半ばまでは、京都でも行われていたという。
秋
中秋の名月 － 旧暦8月15日に行われる。三宝に月見団子を供え、尾花（薄の穂）に桔梗など季節の花を飾るが、水落家では子芋（里芋）を三宝に盛って供えた。
秋祭り － 一般の家では夏祭り同様幕や提灯を飾り、氏神へ献灯料や供養料を届けるが、神幸祭などはない。
亥子 － 旧暦10月の最初の亥の日は堀り炬燵を開けた。
神農さん － 11月22日、23日に行われる。薬種商が集まる中央区道修町に鎮座する少彦名神社の祭礼で、この日だけは、魔除けの張り子の虎を付けた笹の枝を配るので、大変な賑わいを見せる。
冬
事始め － 12月の13日に行われ、この日から正月の準備にとりかかる。現在は京都祇園の事始め（おことさん）が有名であるが、かつては一般の商家でも行ったもので、取引先や親類などへ互いに鏡餅を贈り合い、また別家は主家（元の主人の家）へ鏡餅を届け、それに対して主家は歳暮の祝儀を渡した。別家からも別に歳暮の品を持参するが、砂糖の箱が多かった。貰った鏡餅は鉋で削り、座敷一面にすのこの棚を出して干し、おかき（かき餅）にする。それを畳紙の袋に入れて網を掛け、台所の天井に吊るして少しずつとり出して食べる。また寒の入りにも餅をついて、おかきが作られた。
煤払い － 年末に新年を迎える準備に行う大掃除のことである。年末の掃除は各家ごとに行っていた。たいてい正月間近に行って、畳をあげる家は少なかった。「餅搗き」は暮の22～23日ごろに行う家が多く、賃搗き屋が臼や杵の道具を持って来るので頼む家が多かった。水落家では出入りの餅屋に頼んで届けてもらっていた。
正月飾り － 正月飾りは12月28日、台所の通り庭にしめ縄を張り、その所々にゆづり葉と裏白を水引で結ぶ。大阪の門松は切った松に白い奉書を巻いて紅白の水引で結んだ。家の中の所々の木戸には根引きの松を両側に飾った。

## 船場商家の町屋
船場商家の町屋は京町屋と同様の形式（通り庭型、通り土間型）をとり、商売と生活空間が共存しており、店主家族と店員との往来や交流も密接であった。

## 船場言葉
船場の商家で話される大阪弁には特徴があり、独特の語彙やアクセントをもつ。
概ね京ことばの影響がみられ、一説では、かつて大阪の商人が京都の豪商を気取りその言葉を真似した事に由来すると云われる。

## 「けち」と「しまつ」
（出典：）
けちは他に、けちんぼ、しぶちん、しぶんち、しわんぼ、と大阪弁には何通りもある。要するに吝嗇家をいうのである。「しわんぼの柿の種」と子供らはよくはやし立てた。けちな人は、柿の種みたいな捨ててしまう物でも、物惜しみしてくれないというのだ。「出すことなら袖から手を出すのもいやや」という人もいる。そんなのは全くの吝嗇家で守銭奴である。
だが、大阪町人の生活態度は、江戸時代の昔から、「しまつ」という精神があった。しまつは始末で、物事の始めと終わりはけじめをつけて締めくくることである。合理的な町人精神であり、それは節約とか倹約とかの実践につながる。合理的なことなら金銭の支出は惜しまないが、不合理な金銭の支出は絶対にしない。無駄遣いだからである。そのように、「けち」と「しまつ」ははっきりとした区別がある。
生活への才覚とは、終始節倹である。つまり、入るを計って出ずるを制すの精神で、節倹することはやはり金儲けと考えたのである。不況の時をこそ常時と考えて、日常の生活程度は不況の最低の時を標準としていた。こうしておけば、不況になっても急に生活程度が低くなるような、みじめな思いをしなくてもすむのだ。事実、当時の町人の生活は実に質素であった。
金というものは、使うためにあるものではない。殖やすためにあるのだ。と、皆そう考えていた。金を運転して金を殖やす、殖えた金をまた運転して、さらに金を殖やす。井原西鶴のいう「銀が銀を儲くる」のであった。「金銀こそは商人の氏素姓」なのである。それには江戸ッ子の職人のように、宵越しの金は持たねえなどとバカ気た料簡を持つ人は、一人もいなかったのである。
西鶴の「日本永代蔵」巻三にこんな話がある。年四十すぎるまで貧乏の苦しみを嘗めた男が、ある金持ちに、貧病をなおす薬はないものかと治療法を教わりに来た。その金持ちはさっそく長者丸という、妙薬の処方を教えてくれたのである。その処方箋というのは
- ○朝起き　五両
- ○家業　二十両
- ○夜業　八両
- ○倹約　十両
- ○健康　七両

この五十両を細かく粉にして、胸算用の秤目に間違いないよう注意し、これを朝夕のむからには長者になることまず疑いはない。ただし、次に掲げる断ち物をせねばならない。
- ○　美食、好色、絹物を普段着とする事
- ○　女房に自家用籠で外出させる事、及び娘らに琴や歌留多を習わせる事
- ○　息子らに鼓・太鼓などの囃子芸を習わせる事
- ○　鞠、楊弓、香会、連歌俳諧をする事
- ○　座敷の普請、茶の湯などする事
- ○　花見、舟遊び、日中から風呂に入る事
- ○　夜歩き、博奕、双六をする事
- ○　居合抜、剣術を習う事
- ○　寺や社に参詣して、来世を願う事
- ○　紛争などの調停に立ち合ったり、保証人の請判を押す事
- ○　新田の開発を出願したり、鉱山事業に仲間入りする事
- ○　食事の度に酒をのむ事、煙草を吸う事や、思いつきで京のぼりする事
- ○　勧進相撲へ出資したり、奉加帳の世話役になる事
- ○　家業以外の小細工をしたり、刀の目貫を工芸品として賞玩する事
- ○　役者の後援をしたり、遊女屋と近付きになる事
- ○　毎月の利息が八厘（当時最高）以上の高利の金を借りる事

以上は劇毒薬よりも恐ろしいもので、口にていうはおろか心の中でも思うことならぬ。というのである。これは西鶴が当時の町家の家訓などを研究して、そのなかでパーセンテージの多いものを並べてみたものだと思われる。
当時の人々には、さらに宗教的な考え方が加わっていた。船場の商家は、北御堂・南御堂のお膝元だけに、ほとんど大部分が門徒衆であり、その教えを生活信条にしていた。いわく「もったいない」いわく「冥加が悪い」と身の程を知り、衣食住すべては、仏の慈悲によって、人間の生きるために与えられた恵みものであるから、これを粗略に扱うと仏恩に背くことになるから天罰があたる、と信じていた。それは当時の生活物資は、決して豊富でなく、とくに手工業の繊維類は貴重品であった。そういう事からも、生活物資は、実に大切に使って、廃物になってからも、その応用、利用法を考えた。こうして町人たちは、才覚と勤倹をもって働きつづけ、目的の金銀を手に入れたのであった。
地味の事を船場では「こうと」といった。ただ質素というだけでなく、浮ついた華やかさのない、品位ある質実さをいったものである。商いの上にも、生活の上にも、交際の上にも、外見は質素であっても、内にこもる心は豊かに温く、品位と格調があった。この「こうと」こそ、何十何百年の長い間にわたって、さのみ激動のなかった封建時代の、商業資本主義を守って来たのであった。
衣服の柄一つでも、船場の人は、つとめて「こうと」なものを選んだ。同時に品質の良いものを選んだ。こうとで品質の良いものは値も高い。だか、それは嫁入りの時に作ったものでも、老年になっても着ておかしくないほど長い間の使用に耐えた。あきの来ない、持ちのよい丈夫な物を買ってさえおけば、一生涯、孫末代までも着られるのだ。どんな高価なものでも、結局は非常に安いものにつく。家具や商売道具でもそうである。「安物買いの銭うしない」といろは歌留多にあるように、安くてもための悪いものは、結局は高くつくのだ。
消耗品でも価格の安い時に買い溜めて、それをつつましく使い、食料品でも保存のきくものは、小買いしないで、なるべくまとまった数量で買い溜めた。それは倉庫なり納屋なりがあって、保管のスペースが十分あったことにもよる。とにかく物資を大切に扱うことは徹底していて、縄切れ一本でも、米一粒でも、黄金の端くれと考えておろそかにしないと同時に、神仏の与え給うた恵みであると、感謝することを忘れなかった。このつつましい生活態度が、自然に「しまつ」ということに結びついて、船場の人々は生活してきたのである。
しかし、一方では、義理ある向きには十分に義理を尽くし、寄付行為など、利益を社会に還元することも忘れなかった。江戸時代には、高麗橋、本町橋などの公儀橋以外の橋は、ほとんど、町人が私財で架けたもので、一人で架けたもの、数人寄り合って架けたもの、公費の補助をしたりして架けたものだった。たとえ公儀といっても、架設修理にあたっては相当の寄付をしている。道路河川の開削や補修にあたっても同様であった。金を持たない者は労力で奉仕もしている。公共のためならば皆の手でと、為政者に膝を屈したり、頼ることをしたがらない大阪の人間の当然の義務だと思っていたのである。「お奉行の名さえ知らずに年暮れぬ」（小西来山）といわれたが如く、大阪の町人は為政者の名前を覚えようとしなかった。自治の精神が発達していたから、お上など眼中になかったのである。生え抜きの大阪の商人は、江戸の商人のように幕府と結託した政商にならなかった。諸国大名に頭を下げさせて大名貸はやったが、こちらから頭を下げてその力にすがることをしなかった。そのあらわれが、町人の持ちよりの懐徳堂の設立であり、見返りを度外視した寄付行為であった。
懐徳堂のような漢学塾、緒方適塾のような医学塾などの学校を作ったのも、町人の手であり、それは明治・大正の代になっては、さらに多くなり、実業家たちは、大学の中の研究室などの建設には競って多額の寄付をした。中之島図書館を寄付した住友家や、公会堂を寄付した岩本栄之助、阪大に寄付した野村徳七など特に有名である。このように、「けち」と「しまつ」は、全く違うのである。
こうした船場商人の特質を宮本又次は次のように述べている。
　船場商人は決して道に外れた手段を弄したり、他人様を傷つけてかまわないというような無茶な金儲けはしていない。船場商人の心意気には公共を思うものがある。古来文運も盛んであるし、趣味も豊かで、町人学者も輩出している。船場商人は一から十まで算盤づくではあるが、算盤の外に「肚」をもっている。算盤と肚とが渾然として調整されているところに船場商人の本来の姿があったのである。肚さえ極まれば算盤をも外す、利害得失を度外視して「暖簾」のために、信義のために、商人道のために、邁進する。ここに船場商人の心意気があったのである。才覚、算用、始末も念とはしているが、奉公の志も強く、なによりも分を守ることを知っていた。そして体面を重んじた。この伝統は今日もつづいている。これが船場商人の土性骨である。
　煙の都大阪の脈々たる血管は実にその新装をこらした道路であり、高速度なる交通機関である。かつて狭くて混雑していたことで余りにも有名であった大阪の道路は、幅員を拡張し、街路樹の立派さを誇るようになった。かくて船場もまったく変貌した。旦さんやお家はんや御寮さんの船場はもうどこにもない。
　しかしなお、歴史はのこる。臍は臍として厳としてある。船場はだから、ツンとすましたオフイスの街でもないし、単なるビジネスの巷でもない。それは『商内』の場であり、いまも商戦の戦場である。そこでは観念や数字だけが動いているのではない。それはビュローではなくて、お店なのだ。モノそれ自体、実質がピチピチパチパチ動いているのである。形式ではなく実質である。ひたむきなる実業の迫力。それは商売であり、あきないである。なお船場の格式ばった古さも温存されてはいるが、それでいて自在にして奔放な気骨がある。そこには偽善性はない。文化人やインテリ層にあるような表裏の不一致がない。ロジックばかり空転して、実行のともなわない三等重役的経営者の脆弱性は見られない。あきないの道ただ一筋に一つの執念でうごいていく商売人の情熱。そのひたむきな純一性には、まったく頭がさがるのだ。（中略）
「もっさり」しているようでも、本当は「こうと」な色調がただよっていて、その趣味と典雅に船場人の誇りがあるのである。—宮本又次『船場』

### 註釈
1. ↑  船場の問屋筋や「しもたや」では「下女」は、白のたけながを掛け（色もののたけながは、いとはんでないと掛けられない）、丁稚は草履を履いて（おもて附の下駄は手代以上でないと履けない）眉を落とした御寮人様のお伴をしていた[1]
2. ↑  昭和初期には「おいえさん」を「ごりょんさん」、「ごりょんさん」を「若ごりょんさん」と呼んでいる商家もあった。
3. ↑  箱膳というのは、一人前の食器を入れる箱で、縦横30cm、高さ12cmほどの正方形の木箱。冠せ蓋になっており、冠せ蓋を裏返すと膳になる。内側にも外側にも、春慶塗風に木膚の見える漆が塗ってあり、色は赤茶色である。日に三度ずつ使うものであるから、丈夫な木で頑丈に作ってある。蓋の上部の四つの端の面は、裏返して膳にするときに、きっちりと下の箱にはめ込むよう少々段がつけてある。そして他の者と間違わぬように、漆で名前が書いてある。なかには、飯茶碗、深い目の中皿、手塩皿、箸箱、布巾などが常時入っている。そして夕食時には、めいめいで食器を洗ってまたおさめておく。箱膳を使うのは、丁稚、手代、中番頭、男衆、女子衆らで、家族や大番頭は使わない。